# إبراهيم قاسمبور
إبراهيم قاسمبور (بالفارسية: ابراهیم قاسمپور)، من مواليد 11 سبتمبر 1957م، وهو لاعب إيراني دولي لكرة القدم سابقًا، شارك في بطولة كأس آسيا سنة 1976م والذي حقق إنجازًا لتاريخ إيران للمرة الثالثة في تاريخه، ولعب مع منتخب بلاده في دورة الألعاب الأولمبية سنة 1976م، كما شارك في نهائيات كأس العالم لكرة القدم التي أستضافته الأرجنتين سنة 1978م.